# Euphorbia bungei
Euphorbia bungei — вид рослин із родини молочайних (Euphorbiaceae), що зростає на Кавказі й у західній і центральній Азії.

## Опис
Це гола сірувато-зелена рослина 12–15 см заввишки. Стебла густо-листяні. Листки товсті, сидячі, широко трикутно-яйцеподібні, гострі, хвилясті. Суцвіття зонтикоподібні.

## Поширення
Зростає в таких країнах і територіях: Туркменістан, Таджикистан, Північний Кавказ, Південний Кавказ, Іран, Афганістан.